# 西波里安人

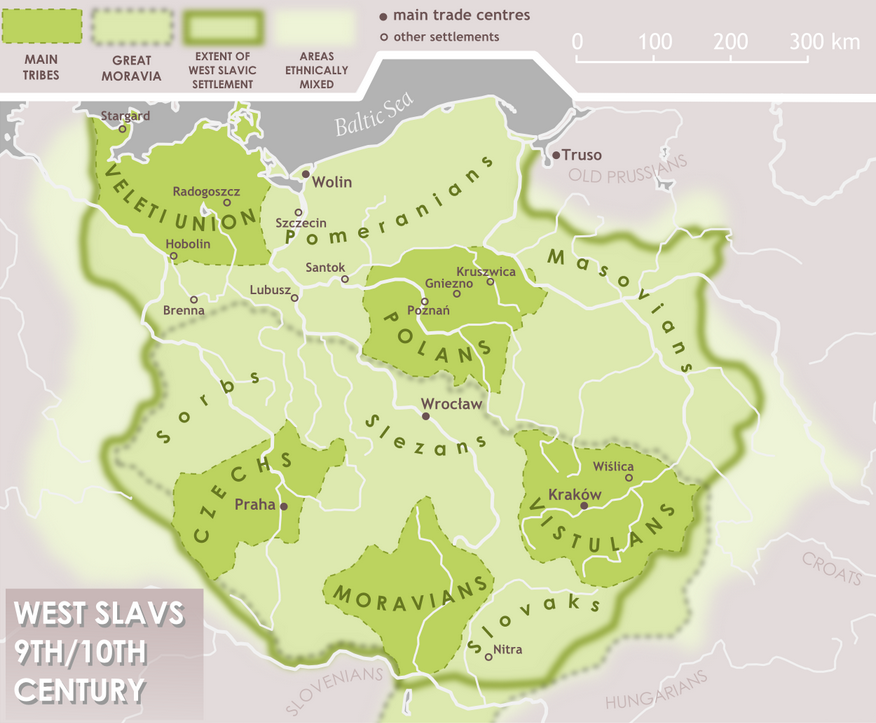
9-10世紀的西斯拉夫人部落

西波里安人（波蘭語：Polanie，源自古斯拉夫 pole，意為“田野”或“平原”，源自原始印歐語 *pleh₂-“平地”）是一個西斯拉夫人和萊基特部落，從6世紀開始，他們居住在現代大波蘭地區的瓦爾塔河流域。他們是中歐的主要部落之一，與維斯瓦人、馬祖爾人、捷克人和斯洛伐克人密切相關。